# Leptogenys darlingtoni
Leptogenys darlingtoni é uma espécie de formiga do gênero Leptogenys, pertencente à subfamília Ponerinae.